# Arçelik
Arçelik A.Ş. è un'azienda turca produttrice di elettrodomestici controllata dalla Koç Holding.

## Storia
Fondata nel villaggio di Sütlüce, distretto di Gallipoli, nel 1954 da Vehbi Koç, la Arçelik inizia a produrre elettrodomestici qualche anno dopo. Nel 1959 realizza la prima lavatrice di produzione turca, mentre l'anno seguente produce il primo frigorifero.
Nel 1968 l'attività produttiva viene trasferita in una fabbrica nel distretto di Çayırova, nella regione di Marmara, in Tracia, mentre nel 1975 viene aperto un altro stabilimento ad Eskişehir, in Anatolia. Nei decenni successivi l'azienda si espande creando stabilimenti in altre parti del paese, come nella capitale Ankara, a Çerkezköy e a Bolu.
Nel 1991 crea un centro di ricerca e sviluppo.
Arçelik è uno dei maggiori produttori del settore in Turchia, dove detiene la leadership di mercato. L'azienda opera in numerosi stabilimenti in diversi paesi (Turchia, Romania, Russia, Cina e Italia) ed esporta in oltre 100 paesi nel mondo.
Produce lavatrici, frigoriferi, lavastoviglie, forni, forni a microonde, piani cottura e aspirapolvere, con 10 marchi diversi (Arçelik, Beko, Grundig, Altus, Blomberg, Elektra Bregenz, Arctic, Leisure, Flavel e Arstil).